# Euxoa basigramma
Euxoa basigramma är en fjärilsart som beskrevs av Otto Staudinger 1870. Euxoa basigramma ingår i släktet Euxoa och familjen nattflyn. Inga underarter finns listade i Catalogue of Life.

## Bildgalleri

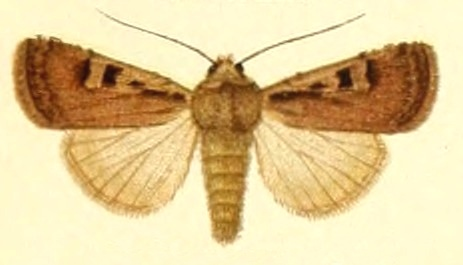
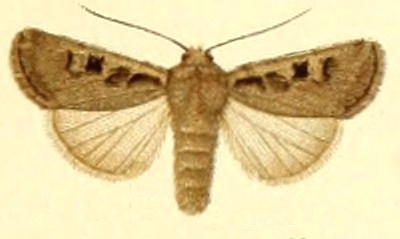